# Eduardo Laing
Eduardo Antonio Laing Cárcamo (Puerto Cortés, 27 de diciembre de 1958) es un jugador de fútbol hondureño retirado. Anotó el gol del empate de la selección de Honduras contra Irlanda del Norte en la Copa Mundial de España de 1982.
En 2007, se mudó a Nueva Orleans, Estados Unidos, donde entrena fútbol amateur y trabaja como contratista de pintura.

## Trayectoria
Apodado la Aguja y Tony, comenzó a jugar fútbol profesional en Honduras a los 17 años. Hasta la fecha, es el quinto máximo goleador de todos los tiempos del Platense con 45 goles.
También jugó para Marathón y Deportes Progreseño, así como en Grecia con Ethnikos antes de retirarse como jugador en 1996.

## Selección nacional
En 1982, fue seleccionado para el equipo de la Copa del Mundo de Honduras. Entró como suplente en el minuto 58 del segundo juego contra Irlanda del Norte anotando el gol del empate en el minuto 60 con un cabezazo de tiro de esquina.
Más tarde apareció en el Campeonato de Naciones de la Concacaf de 1985, anotando dos goles en la fase de grupos. En total, jugó 34 partidos internacionales, anotando 9 goles.

### Participaciones en Copas del Mundo
| Mundial                        | Sede   | Resultado    |
| ------------------------------ | ------ | ------------ |
| Copa Mundial de Fútbol de 1982 | España | Primera fase |

## Clubes
| Club                         | País     | Año       |
| ---------------------------- | -------- | --------- |
| Platense FC                  | Honduras | 1977-1986 |
| Ethnikos Piraeus FC (cesión) | Grecia   | 1982-1983 |
| CD Marathón                  | Honduras | 1987-1989 |
| Platense FC                  | Honduras | 1989-1993 |
| Deportes Progreseño          | Honduras | 1993-1994 |
| Platense FC                  | Honduras | 1994-1996 |

## Palmarés

### Títulos nacionales
| Título        | Equipo   | País     | Año  |
| ------------- | -------- | -------- | ---- |
| Copa Nacional | Platense | Honduras | 1996 |

### Títulos internacionales
| Título                                | Equipo   | Sede     | Año  |
| ------------------------------------- | -------- | -------- | ---- |
| Campeonato de Naciones de la Concacaf | Honduras | Honduras | 1981 |